# M. David Egger
Maurice David Egger (* 21. Juni 1936 in Bakersfield (Kalifornien)) ist ein US-amerikanischer Mediziner, der sich vor allem mit Neuroanatomie befasst, aber auch durch Beiträge zur Optik bekannt ist.
Egger studierte an der Stanford University mit dem Bachelor-Abschluss 1958 und Medizin an der Yale University mit dem Master-Abschluss 1960 und der Promotion in Physiologie und Psychiatrie 1962. Er war bis 1965 Instructor und später Associate Professor für Anatomie an der School of Medicine der Yale University. 1969/70 war er Gastwissenschaftler an der Cerebral Function Research Group der Universität London. 1974 wurde er Associate Professor und 1978 Professor für Neurowissenschaften und Zellbiologie an der Robert Wood Johnson Medical School im New Jersey (eine Universität im Verbund der University of Medicine and Dentistry of New Jersey).
Um 1969 entwickelte er mit Paul Davidovits in Yale das konfokale Laser-Mikroskop (siehe Konfokalmikroskop).
2000 erhielt er den R. W. Wood Prize mit Minsky und Davidovits für Beiträge zur konfokalen Mikroskopie. Er ist Fellow der American Physiological Society, der American Association of Anatomists, der American Psychological Society und der American Association for the Advancement of Science.

## Schriften
- mit P. Davidovits: Scanning laser microscope, Nature, Band 223, 1969, 831
- mit P. Davidovits: Scanning laser microscope for biological investigations, Applied optics, Band 10, 1971, S. 1615–1619